# اچ‌ام‌اس بزرد (۱۸۸۷)
اچ‌ام‌اس بزرد (۱۸۸۷) (به انگلیسی: HMS Buzzard (1887)) یک کشتی بود که طول آن ۱۹۵ فوت (۵۹ متر) بود. این کشتی در سال ۱۸۸۷ ساخته شد.